# Seleção Britânica de Polo Aquático Feminino
A Seleção Britânica de Polo Aquático Feminino representa o Reino Unido em competições internacionais de polo aquático.

## Melhores classificações
- Jogos Olímpicos - 8º lugar em 2012
- Campeonato Mundial -  9º lugar em 1986
- Liga Mundial de Polo Aquático - Nunca participou da competição.
- Campeonato Europeu -  6º lugar em 1985

## Ligações Externas
- Sitio Oficial (em inglês)